# Mendis
Mendis is een bestuurslaag in het regentschap Musi Banyuasin van de provincie Zuid-Sumatra, Indonesië. Mendis telt 2369 inwoners (volkstelling 2010).